# Cassidibracon sumodani
Cassidibracon sumodani is een insect dat behoort tot de orde vliesvleugeligen (Hymenoptera) en de familie van de schildwespen (Braconidae). De wetenschappelijke naam van de soort werd voor het eerst geldig gepubliceerd door Narendran & Madhavikutty in 1994.